# Immanuelskyrkan, Oswaldtwistle
För andra betydelser, se Immanuelskyrkan.
Immanuelskyrkan (Immanuel Church) är en anglikansk kyrka i Oswaldtwistle, Lancashire, England. Den är församlingskyrka i Blackburn och den uppfördes 1836–1837 efter ritningar av J. och T. Stones.
Kyrkan är upptagen som kulturminnesmärkt byggnad av myndigheten English Heritage.